# Joshua Culbreath
Joshua Culbreath (Estados Unidos, 14 de septiembre de 1932-1 de julio de 2021) fue un atleta estadounidense, especializado en la prueba de 400 m vallas en la que llegó a ser medallista de bronce olímpico en 1956.

## Carrera deportiva
En los JJ. OO. de Melbourne 1956 ganó la medalla de bronce en los 400 m vallas, con un tiempo de 51.6 segundos, llegando a meta tras sus compatriotas los también estadounidenses Glenn Davis que con 50.1 s igualó el récor olímpico, y Eddie Southern.